# Saint-Sauveur (Deux-Sèvres)
Pour les articles homonymes, voir Saint-Sauveur.
Saint-Sauveur (nom officiel), également appelée Saint-Sauveur-de-Givre-en-Mai, est une ancienne commune française située dans le département des Deux-Sèvres et la région Poitou-Charentes. Elle est associée à la commune de Bressuire depuis 1973. Le 28 mars 2013, elle est transformée en commune déléguée.

## Géographie

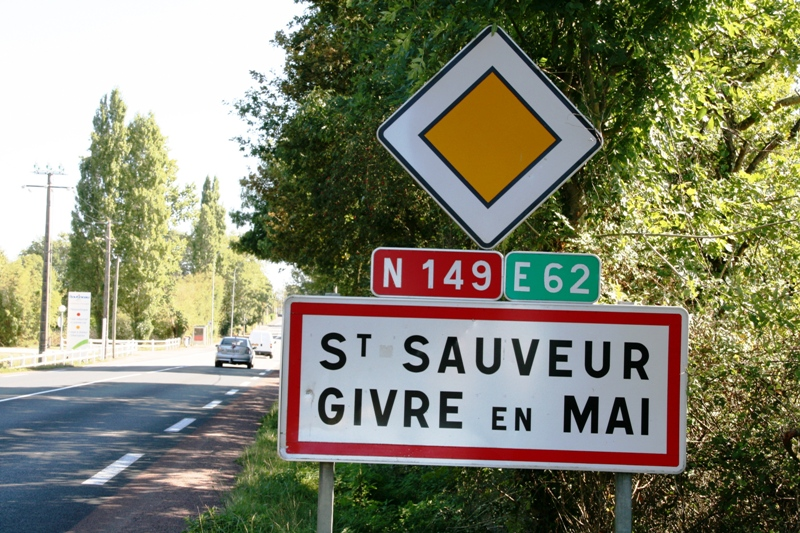
Entrée du village.

## Toponymie
Anciennes mentions : Ecclesia de Guiversay ou Sancti Salvatoris de Giversayo juxta Berchorium (1300), St-Salveur (1380), St-Sauveur-de-Givre-en-May (1387), St-Sauveur-de-Gyvre-en-May (1435), Sauveur Givre en May (1793), Saint-Sauveur (1801).
L'église a donné son nom au village ; concernant Givre-en-Mai, c'est une déformation probable de Guiversay, nom mentionné en 1300.

## Histoire
Avant 1790, ce village dépend du doyenné de Bressuire, de la baronnie d'Argenton, de la sénéchaussée de Poitiers et de l'élection de Thouars.
Le prieuré de Saint-Sauveur est réuni au chapitre de Luçon au XVe siècle.
Le 1er janvier 1973, la commune de Saint-Sauveur est rattachée à celle de Bressuire sous le régime de la fusion-association. Le 28 mars 2013, elle est transformée en commune déléguée.

## Politique et administration
| Période                                  | Période | Identité        | Étiquette | Qualité |
| ---------------------------------------- | ------- | --------------- | --------- | ------- |
| 2014                                     | 2020    | Albert Merceron |           |         |
| Les données manquantes sont à compléter. |         |                 |           |         |

## Démographie
| 1793 | 1800 | 1806 | 1821 | 1831 | 1836 | 1841 | 1846 | 1851 |
| ---- | ---- | ---- | ---- | ---- | ---- | ---- | ---- | ---- |
| 355  | 173  | 188  | 375  | 347  | 390  | 426  | 461  | 461  |

| 1856 | 1861 | 1866 | 1872 | 1876 | 1881 | 1886 | 1891 | 1896 |
| ---- | ---- | ---- | ---- | ---- | ---- | ---- | ---- | ---- |
| 490  | 445  | 505  | 544  | 569  | 590  | 687  | 709  | 712  |

| 1901 | 1906 | 1911 | 1921 | 1926 | 1931 | 1936 | 1946 | 1954 |
| ---- | ---- | ---- | ---- | ---- | ---- | ---- | ---- | ---- |
| 655  | 668  | 693  | 675  | 646  | 606  | 625  | 651  | 655  |

| 1962 | 1968 | - | - | - | - | - | - | - |
| ---- | ---- | - | - | - | - | - | - | - |
| 654  | 606  | - | - | - | - | - | - | - |

## Sports
- Club de football US Saint-Sauveur[6]

## Lieux et monuments
- Église de Saint-Sauveur-de-Givre-en-Mai, édifiée au XIIe siècle, classée MH par arrêté du 4 août 1978[7].